# Obsjtina Pordim
Obsjtina Pordim (bulgariska: Община Пордим) är en kommun i Bulgarien.   Den ligger i regionen Pleven, i den centrala delen av landet, 150 km nordost om huvudstaden Sofia.
Obsjtina Pordim delas in i:
- Văltjitrăn
- Zgalevo
- Kamenets
- Odărne
- Totleben

Följande samhällen finns i Obsjtina Pordim:
- Pordim

Trakten runt Obsjtina Pordim består till största delen av jordbruksmark. Runt Obsjtina Pordim är det ganska glesbefolkat, med 34 invånare per kvadratkilometer.